# 滕斯特 (愛達荷州)
滕斯特（英語：Tensed）是一個位於美國愛達荷州本瓦縣的城市。

## 地理
滕斯特的座標為47°09′37″N 116°55′27″W / 47.16028°N 116.92417°W，而該地的平均海拔高度為757米（即2582英尺）。

## 人口
根據2020年美國人口普查的數據，滕斯特的面積為0.49平方千米，均為陸地。當地共有人口84人，而人口密度為每平方千米171.43人。